# 董恺悌
董恺悌（英語：Kaity Tong；1947年7月23日—），著名美籍华人新闻工作者、社会活动家。

## 家世
董恺悌生于中华民国青岛市，祖籍浙江省宁波市鄞县（今属宁波市鄞州区）。董萍的姪女，其長兄為1935年生。
伯祖父是董显光，外交家。
父亲是董绍基，是東方海外集团派驻美国华盛顿的代表，董浩云的得力助手。
母亲孔令和（Anita Tong）是孔子76代孙，孔子世家大宗户八府后裔，曾在美国之音华盛顿总部服务多年，从事编辑、广播和制片。
三岁随父亲赴台湾，四岁随父亲赴美国生活。董恺悌在华盛顿长大，本科毕业于宾夕法尼亚州的布灵玛尔学院（Bryn Mawr College），获得英语文学文学士学位。董恺悌在斯坦福大学获得东亚文学博士学位。

## 职业
董恺悌早年担任加州旧金山市KPIX电视台的记者。1979年，担任美国ABC广播公司新闻主播。1981年，担任美国广播公司纽约第七电视台（WABC）记者兼周末新闻主播，之后担任晚间新闻主播。

## 荣誉
董恺悌在美国媒界曾获得多种荣誉：
- 1984年：华策会“风云人物奖”
- 1984年：美国杰出妇女奖
- 1986年：美华协会“杰出精英奖”
- 1989年：获得电视艾美奖的提名
- 1994年：美国广播电视新闻协会「慕洛奖」
- 1994年：美国广播电视新闻协会「最佳现场新闻报道奖」
- 2010年：美华协会「终生成就奖」[12]